# Hårup
Hårup is een plaats in de Deense regio Midden-Jutland, gemeente Aarhus, en telt 753 inwoners (2007).